# John Sørensen
John Sørensen (Copenhaga, 5 de outubro de 1934) é um ex-canoísta dinamarquês especialista em provas de velocidade.

## Carreira
Foi vencedor da medalha de bronze em C-2 1000 m em Tóquio 1964, junto com o seu colega de equipa Peer Nielsen.